# Iris Stenger
Iris Amber Stenger (Rotterdam, 8 februari 2000) is een Nederlandse actrice.

## Biografie
Iris Amber Stenger groeide op in Berkel en Rodenrijs en begon met acteren bij Jeugdtheaterschool Hofplein. Ze is bekend geworden door haar vaste rol als Caro Out in de jeugdserie SpangaS. Waar ze van september 2016 tot maart 2019 ingespeeld heeft. In de zomer van 2018 was ze ook te zien in de spin-off serie SpangaS op zomervakantie. 
In 2019 verscheen Stenger als Maya de Louw in de Engelse serie “Baptiste”. 
Na een acteerbreak van twee jaar trad Stenger als gastacteur in dienst bij het ITA Ensemble (Toneelgroep Amsterdam) om de rol van Rebecca Roberts te spelen in de Nederlandse adaptatie van The Doctor.
In 2022 speelde Stenger de rol van een de discipelen in The Passion 2022 en keerde zij voor één aflevering terug als Caro Out in SpangaS: De Campus. Ook vervulde ze rol van Zehra in het 6e seizoen van Flikken Rotterdam.  